# Johan Pettersson Bohman
Johan Pettersson Bohman, född 1708 i Godegårds församling, Östergötlands län, död 23 oktober 1791, var en svensk rådman, riksdagsledamot och politiker.

## Biografi
Johan Pettersson Bohman föddes 1708 i Godegårds församling. Han arbetade som handlande i Norrköping och blev rådman där 1771. Han tog avsked från rådmanstjänsten 1783 och avled 1791.
Bohman var riksdagsledamot för borgarståndet i Norrköping vid riksdagen 1771–1772. Han var medlem i Mösspartiet.

### Familj
Bohman var gift med Berta Hoffler (1699–1770).